# Oggetti non stellari nella costellazione del Sestante
Principali oggetti non stellari visibili nella costellazione del Sestante.

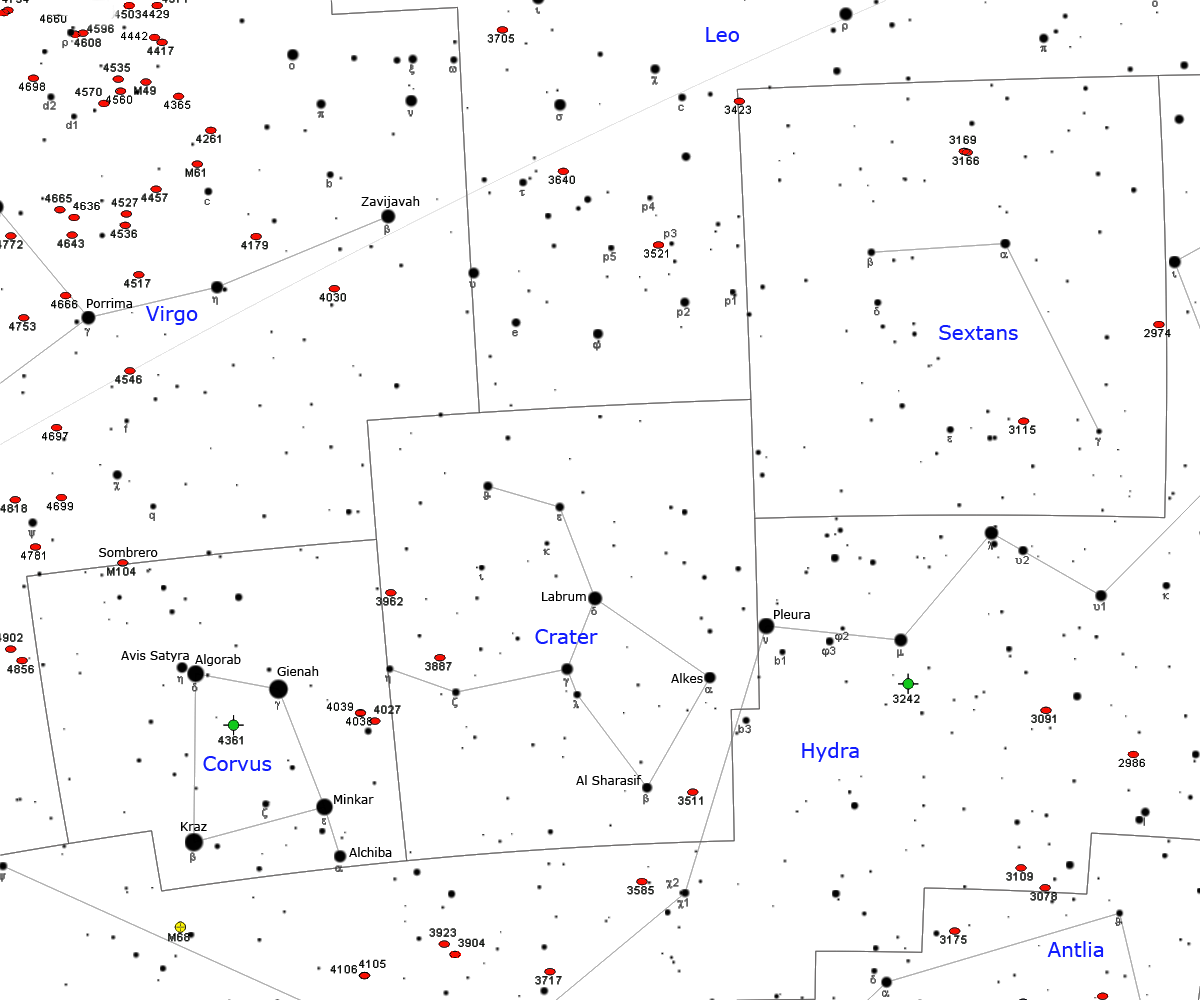
Mappa della costellazione del Sestante.

## Galassie
- COSMOS 1161898
- COSMOS 1705033
- COSMOS 2607238
- COSMOS 3127341
- COSMOS J100054.83+023126.2
- Cosmos Redshift 7
- Galassia Baby Boom
- Galassia Nana del Sestante
- J1000+0221
- LAE J095950.99+021219.1
- NGC 2974
- NGC 3115
- NGC 3166
- NGC 3169
- Sestante A
- Sestante B

## Ammassi di galassie
- A901/902 (superammasso)
- COSMOS-AzTEC3 (protoammasso)
- Superammasso J1000+0231
- Superammasso del Leone-Sestante
- Superammasso del Sestante
- SW Group